# Renzert
Renzert ist ein Ortsteil der Gemeinde Neunkirchen-Seelscheid im Rhein-Sieg-Kreis.

## Lage
Renzert liegt auf den Hängen des Dreisbachtales im Bergischen Land. Die kleine Anhöhe wird vom nördlichen Taubensiefen und vom südlichen Appelbach gebildet. Nachbarorte sind Wolperath im Westen, Hohn im Norden, Kaule im Osten und Schöneshof im Süden.

## Geschichte
Das Dorf gehörte bis 1969 zur Gemeinde Neunkirchen.
1830 hatte Renzerth 51 Einwohner. 1845 hatte der Hof 47 katholische Einwohner in sechs Häusern. 1888 gab es 36 Bewohner in sieben Häusern.
1901 hatte der Weiler 25 Einwohner. Verzeichnet sind die Familien Ackerin Witwe Konrad Arnolds, Ackerer Theodor Fuchs, Ackerin Witwe Wimar Fuchs, Schneider Wilhelm Haas, Ackerin Witwe Johann Josef Neu und Ackerer Peter Josef Schmitz.
1910 wohnten in Renzert die Ackerer Josef Heinrich Arnolds, Balthasar und Josef Fuchs, Schuster Peter Josef Fuchs, Ackerer Theodor Fuchs, Ackerin Witwe Wimar Fuchs, die Tagelöhner Peter Heck und Wilhelm Holefelder, Ackerin Witwe Johann Josef Neu und Ackerer Peter Josef Schmitz.